# Casarabonela
Casarabonela ist ein südspanischer Ort und eine Gemeinde (municipio) mit 2.758 Einwohnern (Stand: 2024) in der Provinz Málaga in der Autonomen Region Andalusien. Der Ort zählt zu den „Weißen Dörfern“ (Pueblos Blancos) der Provinz Málaga.

## Lage und Klima
Der Ort Casarabonela liegt im Quellgebiet zahlreicher Bäche (arroyos), deren Wasser letztlich in den Río Guadalhorce münden, in den zumeist bewaldeten Bergen der Sierra de las Nieves, einem Teil der Betischen Kordillere, ca. 46 km (Fahrtstrecke) westlich der Provinzhauptstadt Málaga in einer Höhe von ca. 450 bis 500 m; die Stadt Ronda befindet sich gut 50 km westlich. Das gleichermaßen vom Atlantik wie vom Mittelmeer beeinflusste Klima ist gemäßigt bis warm; der für südspanische Verhältnisse ergiebige Regen (ca. 660 mm/Jahr) fällt – mit Ausnahme der eher trockenen Sommermonate – verteilt übers ganze Jahr.

## Bevölkerungsentwicklung
| Jahr      | 1857  | 1900  | 1950  | 2000  | 2020  |
| Einwohner | 3.776 | 4.861 | 5.818 | 2.475 | 2.539 |

Die Mechanisierung der Landwirtschaft, die Aufgabe bäuerlicher Kleinbetriebe und der daraus resultierende Verlust von Arbeitsplätzen auf dem Lande haben seit den 1950er Jahren zu einem deutlichen Rückgang der Bevölkerungszahl geführt (Landflucht).

## Wirtschaft
Die Menschen früherer Jahrhunderte lebten im Wesentlichen als Selbstversorger von der Landwirtschaft, zu der auch der Wein- und Olivenanbau sowie die Zucht von Schafen, Ziegen und Hühnern gehörte. Die Mauren legten Bewässerungskanäle an, von denen lange Zeit auch die Christen profitierten. Später ließen sich im Ort selbst auch Händler, Handwerker und Dienstleister aller Art nieder. Heute spielen der Anbau von Avocados, Mangos, Zitrusfrüchten sowie der innerspanische Tourismus wichtige Rollen im Wirtschaftsleben der Gemeinde.

## Geschichte
Obwohl auf dem Gemeindegebiet eine Werkstatt zur Feuersteinherstellung entdeckt wurde, ist Casarabonela wahrscheinlich iberischen, spätestens aber römischen Ursprungs (Castra Vinaria). Nach dem Zusammenbruch des römischen Reiches begann das kurze Interregnum der Westgoten. Mit der Eroberung Andalusiens durch die Mauren nach dem Jahr 711 kam der Ort unter maurische Herrschaft; diese nannten ihn Qasr Bunayra. Von ca. 880 bis 918 gehörte Yunquera zum Herrschaftsgebiet des Rebellenführers ʿUmar ibn Hafsūn und wurde erst nach dessen Tod durch das Eingreifen des Emirs und späteren Kalifen Abd ar-Rahman III. wieder der Zentralmacht Córdobas unterstellt. Im Juni 1485 wurden der Ort und sein Umland im Zuge der Reconquista von den Christen zurückerobert. Die maurische Bevölkerung war fortan gezwungen, die politische, soziale und kulturelle Oberhoheit der Christen anzuerkennen, weshalb es in der Region im 16. Jahrhundert immer wieder zu Unruhen kam, die schließlich durch das Eingreifen der Herzöge von Arcos und Medina-Sidonia im Jahr 1570 beendet wurden. Danach schien Casarabonela weitgehend entvölkert zu sein, sodass Philipp II. die Ansiedlung von Christen aus Galicien, Sevilla und Córdoba befahl und im Jahr 1574 das Stadtrecht gewährte. Um das Jahr 1610 wurden die letzten Muslime (moriscos) vertrieben. Im 19. Jahrhundert sorgte zunächst die französische Besetzung für Unruhe, später dann auch das sich entwickelnde Bandenunwesen.

## Sehenswürdigkeiten

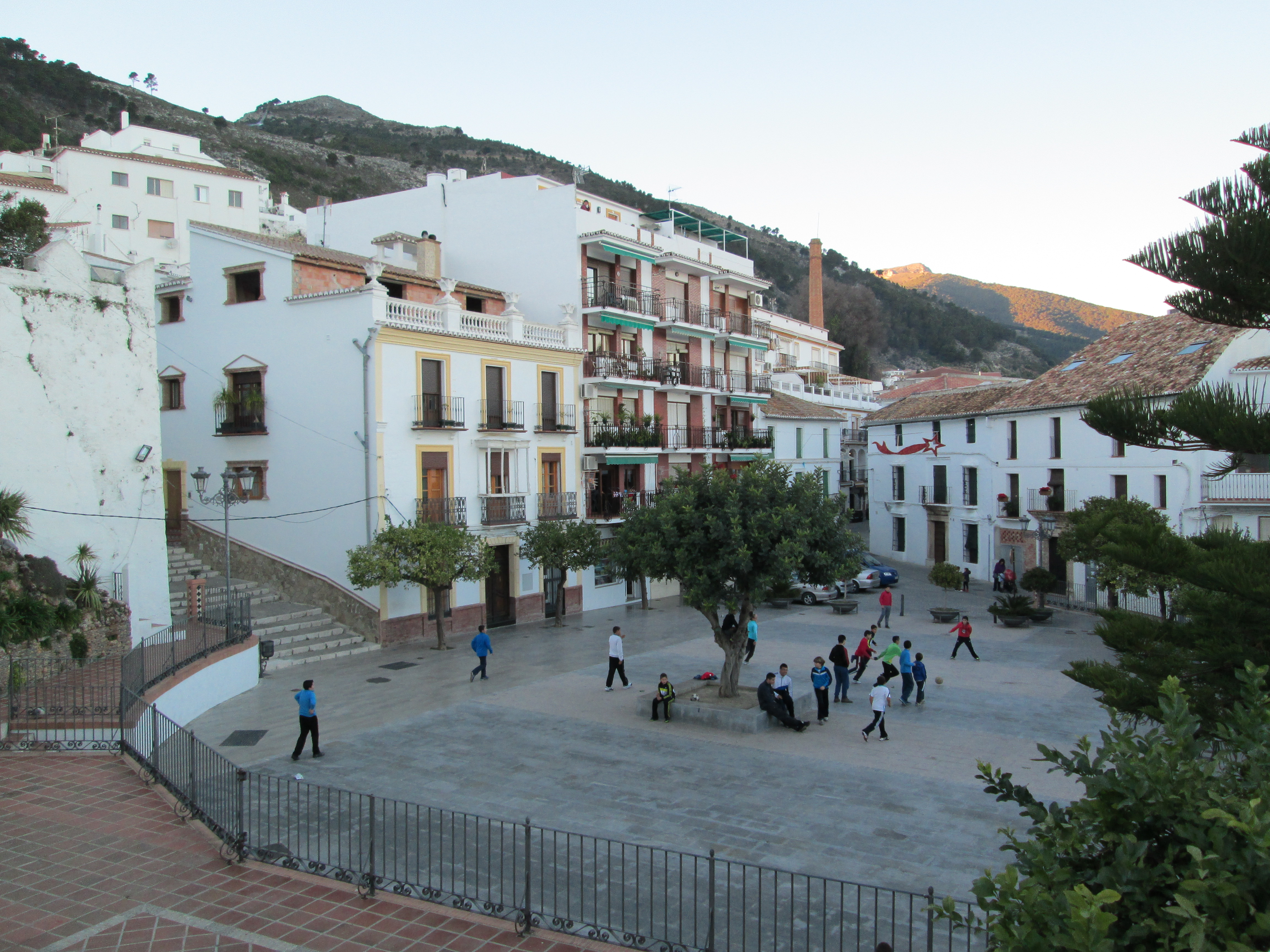
Casarabonela – Plaza

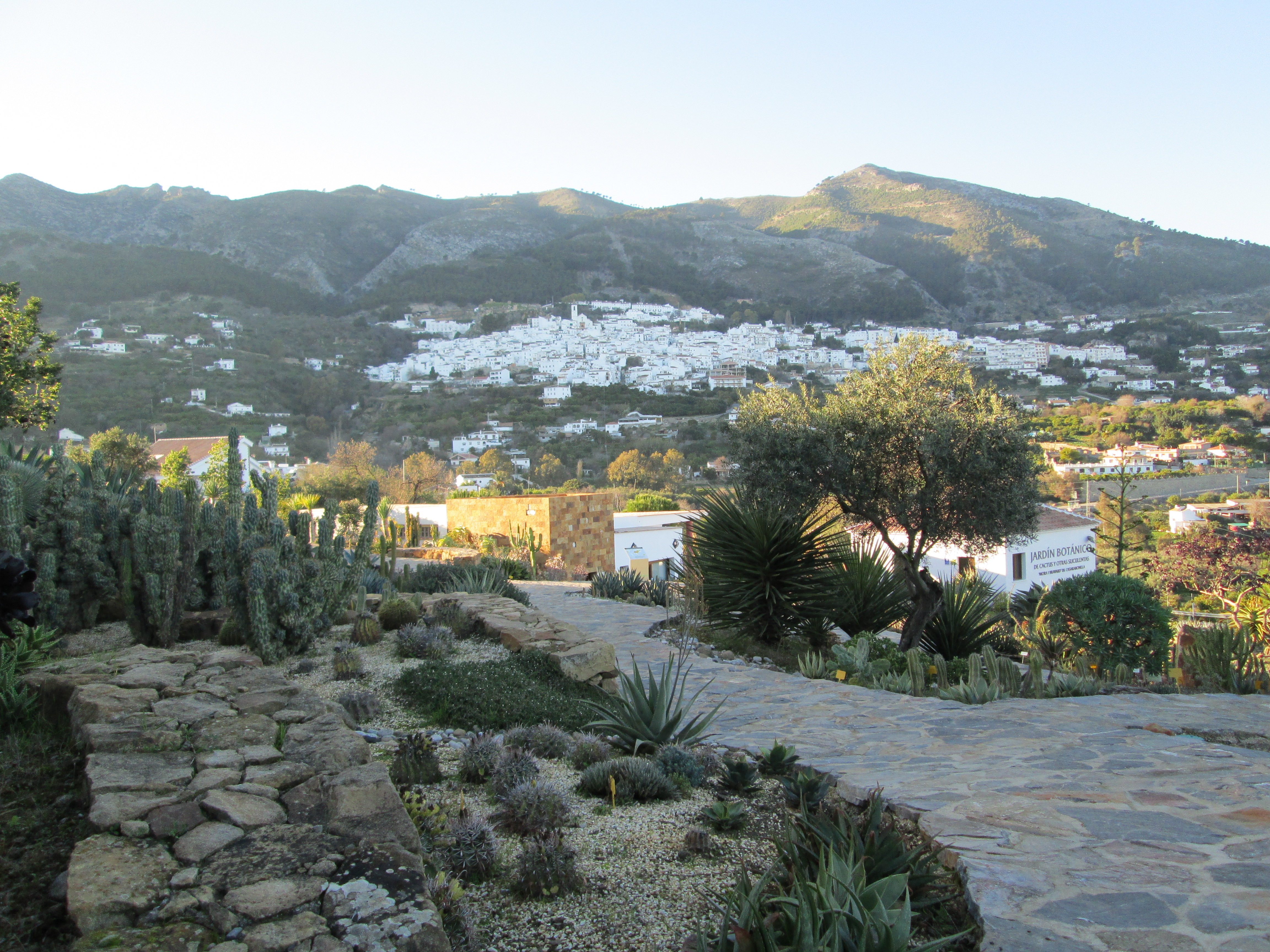
Kakteengarten

- Von der ehemaligen Festung (castillo) sind nur noch spärliche Reste erhalten.[8]
- Nahe beim höchsten Punkt des Ortes liegt die Plaza de Buenavista mit dem Rathaus (ayuntamiento). Von hier genießt man einen schönen Blick über die umgebende Landschaft.[9]
- Die Iglesia de Santiago Apostol ist eine dreischiffige, um das Jahr 1500 erbaute, basilikale Stiftskirche. Alle drei Kirchenschiffe (naves) sind gewölbt. Das Portal wurde später verändert und erhielt einen gesprengten Giebel. Der Rest der Kirche einschließlich des Glockenturms (campanario) besteht aus verputzten Bruchsteinen. Im Innern finden sich mehrere Altäre des 18. und 19. Jahrhunderts. Die alte Sakristei wurde in ein Museum für sakrale Kunst umgewandelt.[10]
- Die einschiffige Ermita de la Veracruz ist ein Bau des 18. Jahrhunderts mit einer beeindruckenden Fassade. Das Kirchenschiff ist von einem offenen Dachstuhl bedeckt. Sie besitzt einen von einer reich stuckierten Kuppel überspannten Camarín hinter dem Altarbereich.[11]
- Eine Ölmühle ist zu einem Museum (Museo Molino de Los Mizos) umgewandelt worden.[12]
- Mehrere Wandbrunnen (fuentes) sind im Ort verteilt.[13]
- Der Ort wird überragt von einem Anfang des 20. Jahrhunderts errichteten achteckigen Schornstein (Torre Chimenea), der zu einem Kraftwerk gehörte.[14]

Umgebung
- Etwas außerhalb des Ortes befindet sich ein im Jahr 2011 eröffneter Botanischer Garten (Museo del Cactus) mit zahlreichen Kakteen und Sukkulenten.[15]